# Ilias Lalaounis
Ilias Lalaounis (griechisch Ηλίας Λαλαούνης, * 4. Oktober 1920 in Athen; † 30. Dezember 2013 ebenda) war ein griechischer Goldschmied und Juwelier und Gründer des gleichnamigen Unternehmens.

## Leben

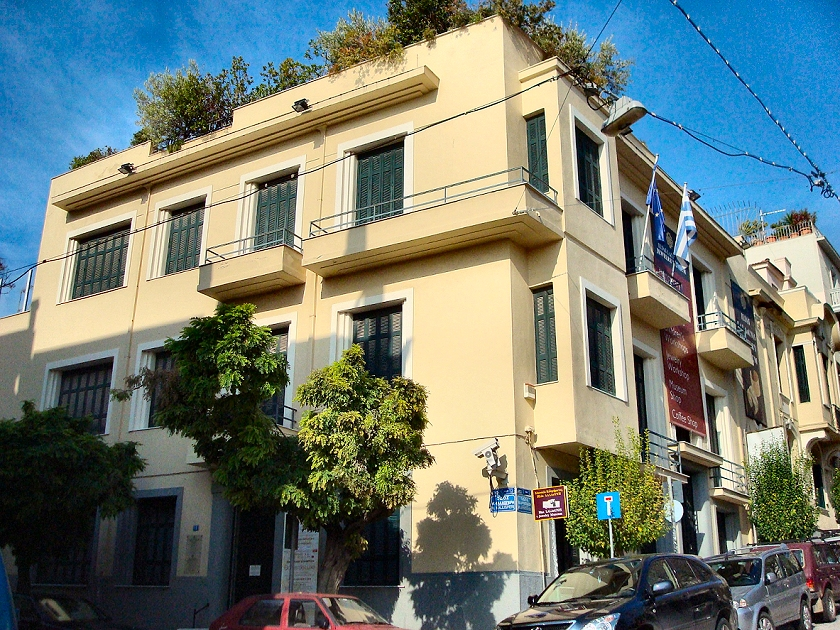
Ilias Lalaounis Schmuckmuseum

Lalaounis wurde in Athen als Spross einer Familie geboren, die seit mehreren Generationen als Juweliere und Uhrmacher tätig war. Er studierte Wirtschaftswissenschaften und erlernte dann das Goldschmiedehandwerk im Betrieb seines Onkels. Er begann seine Laufbahn in den frühen 1940er Jahren, indem er zusammen mit Xenophon Zolotas den renommierten Familienbetrieb Zolotas übernahm.
Ilias Lalaounis studierte antike Ausstellungsstücke in Museen, einerseits deren Formen andererseits aber auch viele vergessene Techniken. 1957 gründete er die griechische Juweliervereinigung und stellte seine erste Kollektion aus, die von der minoischen und mykenischen Kunst inspiriert war. Er verarbeitete hauptsächlich Gold, weniger Diamanten und Juwelen. Er ließ sich nicht nur von der minoischen, sondern auch der persischen und byzantinischen Kunst, aber auch von fernöstlichen und präkolumbianischen Formen beeinflussen. Seinem Vorbild folgten in den 1950er Jahren weitere Goldschmiede, so dass die griechischen Schmuckindustrie bedeutende Erfolge im In- und Ausland erzielen konnte.
In den 1970er Jahren zeigte er einen neuen Werkzyklus mit Entwürfen und Kollektionen, die von zeitgenössischen Fertigungstechniken geprägt und von der Astronomie, Natur und Biologie inspiriert waren.

## Unternehmen
1960 verlegte er den Betrieb in die Odos Karyatidon (Οδός Καρυατίδων) in Athen. Im Jahr 1968 gründete er seine eigene Firma, die Greek Gold Ilias Lalaounis SA. Das Unternehmen eröffnete Filialen in Thessaloniki und auf den griechischen Inseln Mykonos, Santorin und Korfu, in Metropolen wie London, New York, sowie in Zürich, Genf und Doha. Zu seinen Kunden gehörten Jackie Kennedy-Onassis, die Witwe des Schahs von Persien Farah Diba Pahlavi, Barbra Streisand und Königin Sophia von Spanien.
Lalaounis erhielt zahlreiche Auszeichnungen für seine Arbeit. Er war als einziger Juwelier seit 1990 Mitglied der Französischen Akademie der Schönen Künste (Académie des Beaux-Arts). Sein Unternehmen wird seit 1998 von seinen vier Töchtern geleitet.
1993 gründete Lalaounis in seinem früheren Atelier das Ilias Lalaounis Schmuckmuseum, das nahe der Akropolis mit 4000 Ausstellungsstücken aus 50 Kollektionen einen Überblick über sein Werk gibt.